# Catedral de Nàpols
La catedral de Nàpols (en italià: Duomo di Napoli o Duomo di Santa Maria Assunta) és el principal edifici de culte de Nàpols. Assumeix una importància central en el pla històric, doncs, probablement, en l'antiguitat, en el seu lloc s'alçava un temple dedicat al déu Apol·lo. La primera catedral va ser construïda per Constantí I el Gran en el segle iv. La catedral actual va ser aixecada per la dinastia d'Anjou. Alberga el baptisteri més antic d'Occident.

## Història
La idea de la construcció va ser de Carles I d'Anjou però no la va poder realitzar en morir el 1285. El seu fill Carles II d'Anjou va començar a construir-la el 1299, però va morir el 1309, abans que estigués acabada. La construcció va finalitzar el 1314, durant el regnat de Robert d'Anjou.
La catedral presenta una sèrie de diversos estils arquitectònics: al gòtic original se li va sumar el barroc en ser remodelada per l'arquitecte Luca Giordano. Al segle xix la façana va ser reconstruïda per Errico Alvino amb l'estil gòtic originari. Ara com ara la façana és neogòtica del purisme italià, les seves portes són gòtiques del segle XIV i la sala principal barroca.

## La capella del tresor
La capella del tresor, d'estil barroc, té el reliquiari de bust de plata de San Gennaro -que guarda el cap del sant- i altres 51 objectes de plata. El tresor està format per diverses donacions de rics devots, entre els quals sobresurt la mitra de plata amb pedres precioses donada per Matteo Treglia; a causa de la seva grandiositat -segons un equip d'experts, amb les seves 21 mil joies, és fins i tot més rica que el tresor de la corona britànica i dels tsars de Rússia-, els seus elements estan custodiats no sols a la capella, sinó també al Museu del Tresor di San Gennaro i en una cambra de seguretat del Banc de Nàpols.
A la capella, es troben càpsules que contenen la sang del sant. Tots els 19 de setembre, aniversari de la mort del sant, la sang es liqua, aquest miracle atreu milers de fidels anualment. Després de la liquació de la sang té lloc la processó pels carrers de Nàpols, on es porten les càpsules que contenen la sang del sant en un bonic reliquiari de plata. També el bust de plata de San Gennaro acompanya les càpsules durant la processó religiosa.